# Larentia limonodes
Larentia limonodes là một loài bướm đêm trong họ Geometridae.